# フォルカスミドリアゲハ
フォルカスミドリアゲハ（Papilio phorcas）は、チョウ目アゲハチョウ科に分類されるチョウの一種。アフリカに生息している。尾状突起のある種で黒い体に緑の模様がある。